# Hondschoote

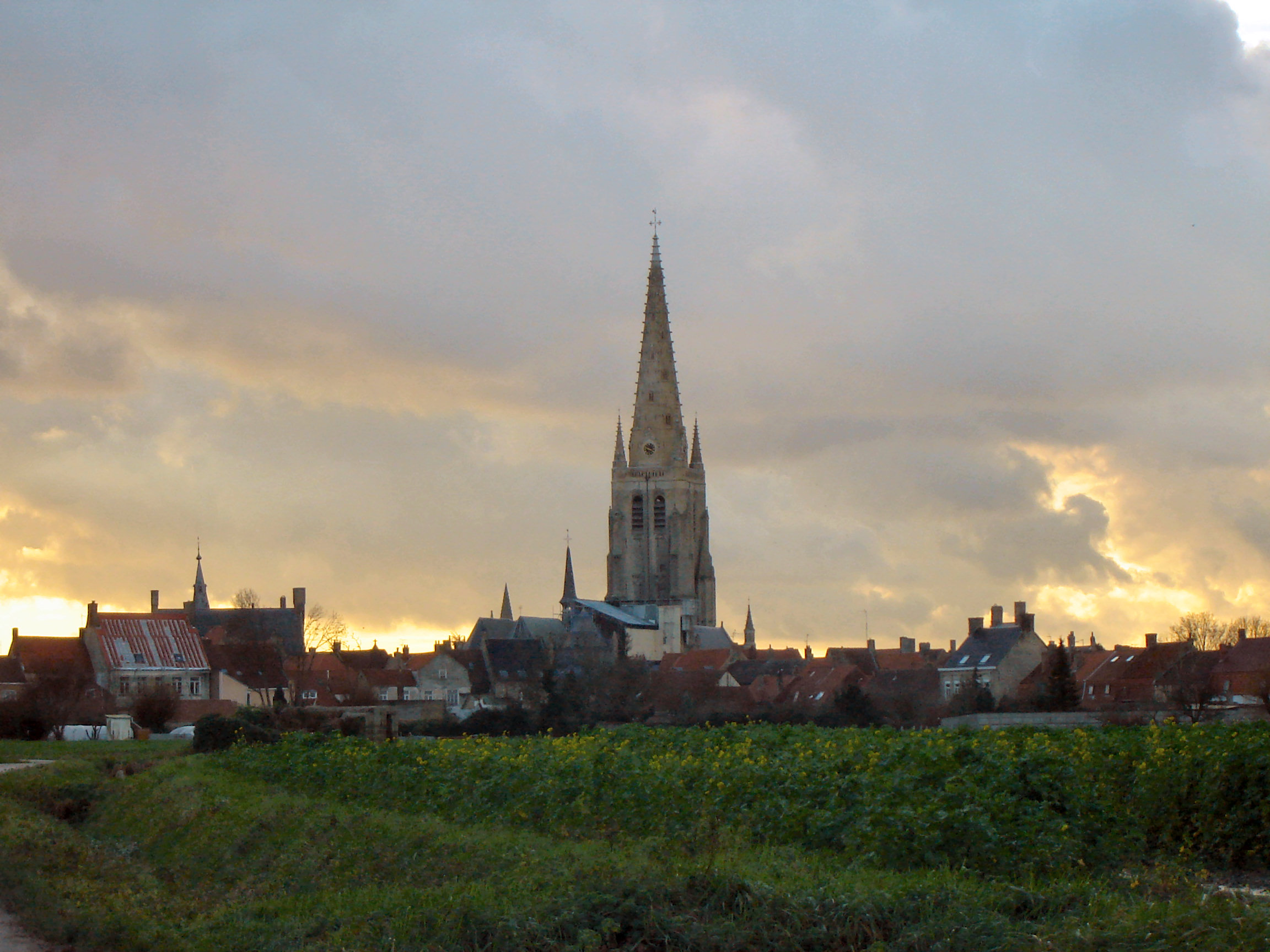
Widok na Hondschoote

Hondschoote – miejscowość i gmina we Francji, w regionie Hauts-de-France, w departamencie Nord.
Według danych na rok 1990 gminę zamieszkiwały 4072 osoby, a gęstość zaludnienia wynosiła 172 osób/km² (wśród 1549 gmin regionu Nord-Pas-de-Calais Hondschoote plasuje się na 242. miejscu pod względem liczby ludności, natomiast pod względem powierzchni na miejscu 32.).
W Hondschoote urodził się Gaston Delépine (1878–1963), francuski duchowny i geolog.